# De Rotterdam
De Rotterdam (« Le Rotterdam ») est un immeuble construit en 2013 par l'architecte Rem Koolhaas, sur les quais Wilhelminapier dans la commune néerlandaise de Rotterdam, dans la province de Hollande-Méridionale.

## Histoire
L'immeuble est livré à la municipalité de Rotterdam le 21 novembre 2013. La conception offre un espace pour des bureaux, un hôtel et des appartements. Avec ses 44 étages, pour une superficie au sol d'environ 160 000 m2, c'est le plus grand bâtiment aux Pays-Bas.

## Localisation

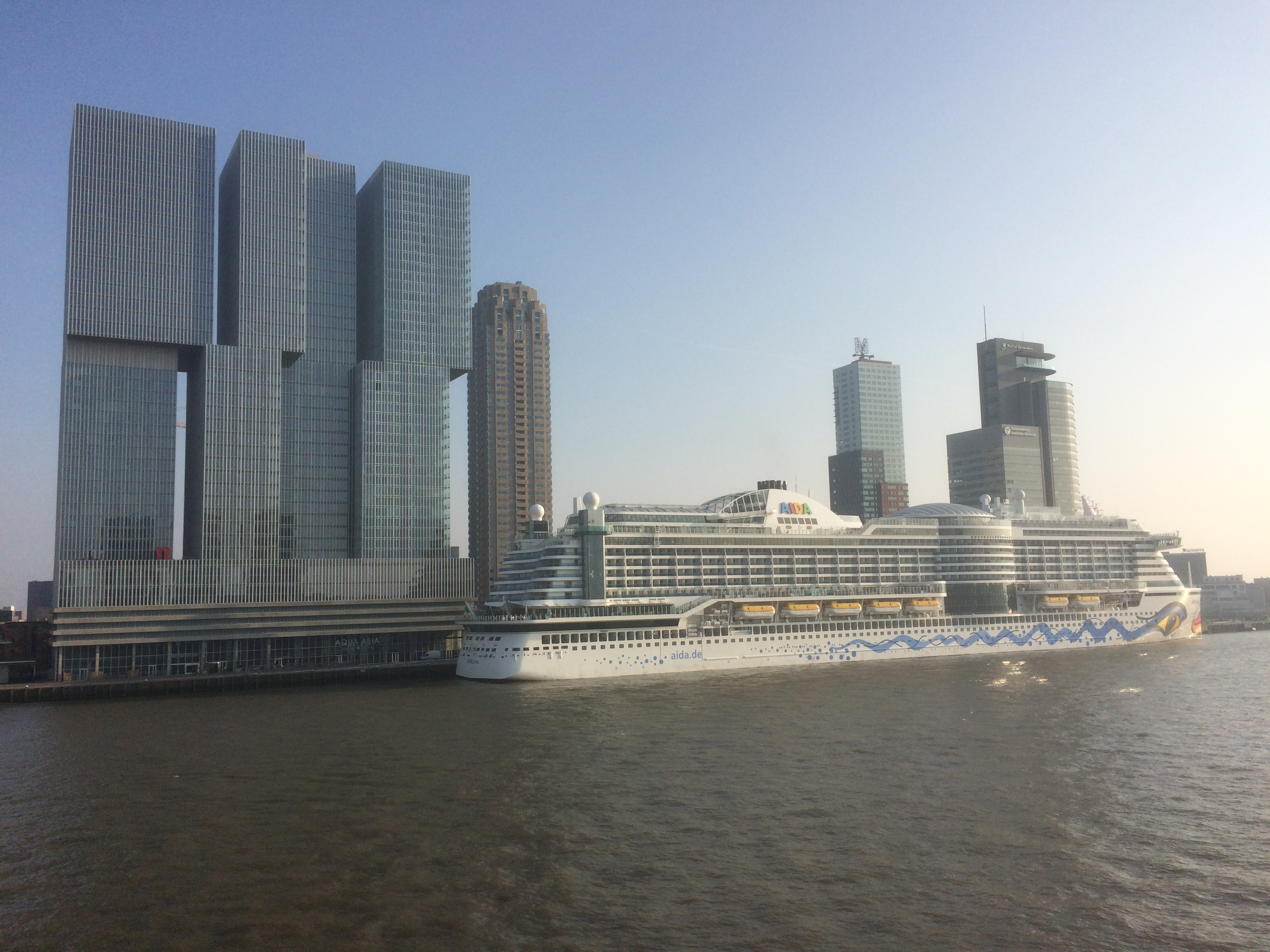
De Rotterdam (gauche), une croisière amarrée devant le terminal des croisières, et en arrière plan les tours New Orleans, Montevideo et le World Port Center (de gauche à droite).

Le complexe est situé entre la tour KPN et le Terminal de Croisière, sur la rive sud de la Nouvelle Meuse, dans l'arrondissement de Feijenoord et dans le district Kop van Zuid. De nombreuses tours d'habitation ont été érigées dans ce quartier depuis le début des années 2000.

## Réalisation

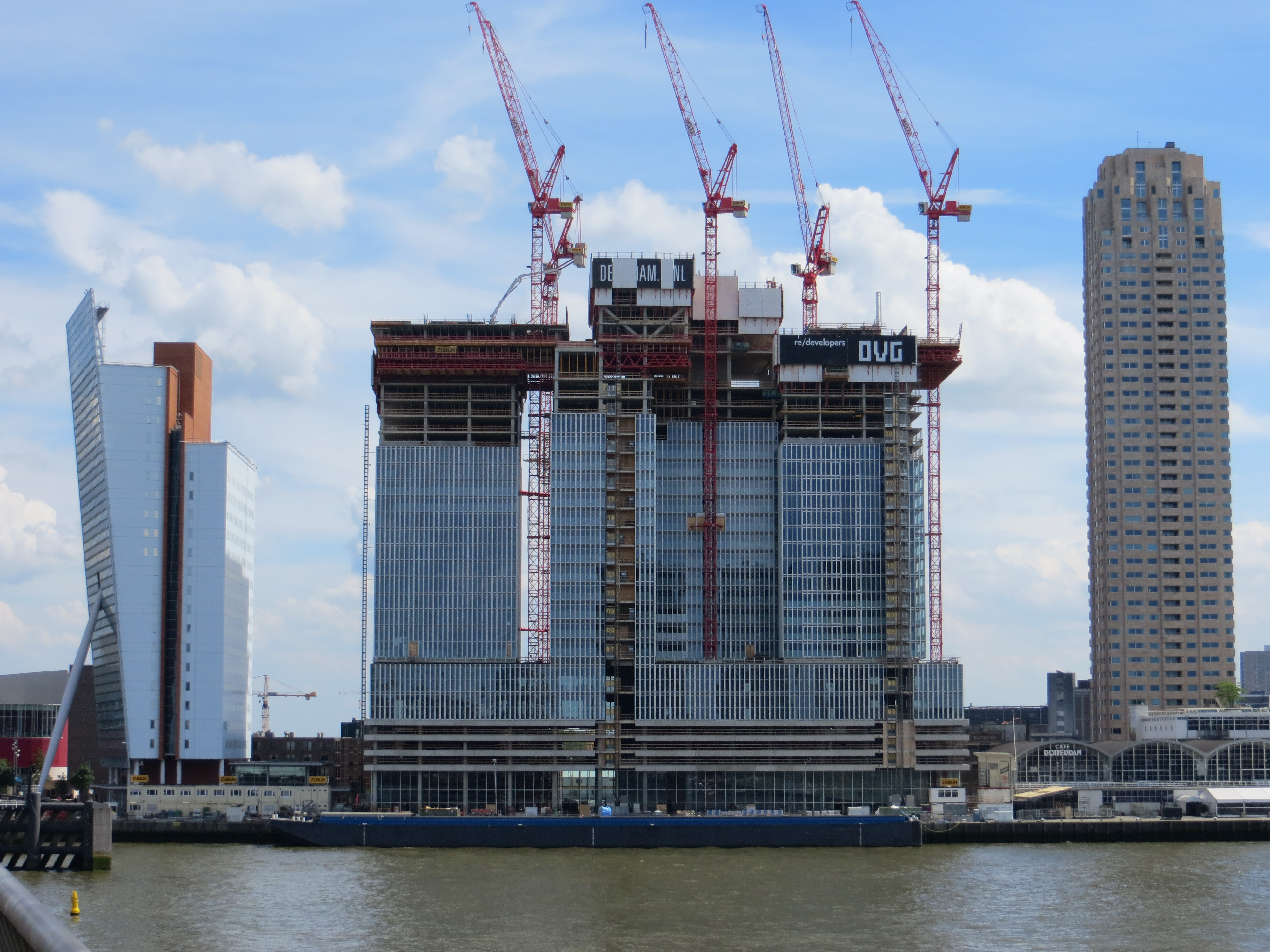
De Rotterdam en construction, vu depuis le Pont Erasmus ; tour de KPN (gauche) ; Tour Nouvelle-Orléans (droite) ; le terminal des croisières Cruise Terminal Rotterdam (devant, en bas) en juin 2012.

Sa construction a commencé en 2009, lorsque la municipalité s'est engagée à louer 25 000 m2 d'espace de bureaux. Le point le plus haut (à 149 m) a été atteint à la fin de 2012, et le bâtiment était prêt à la date prévue, le 15 novembre 2013,,. Le coût total en début de  construction en 2009 a été estimé à 340 millions €.

## Apparence et construction

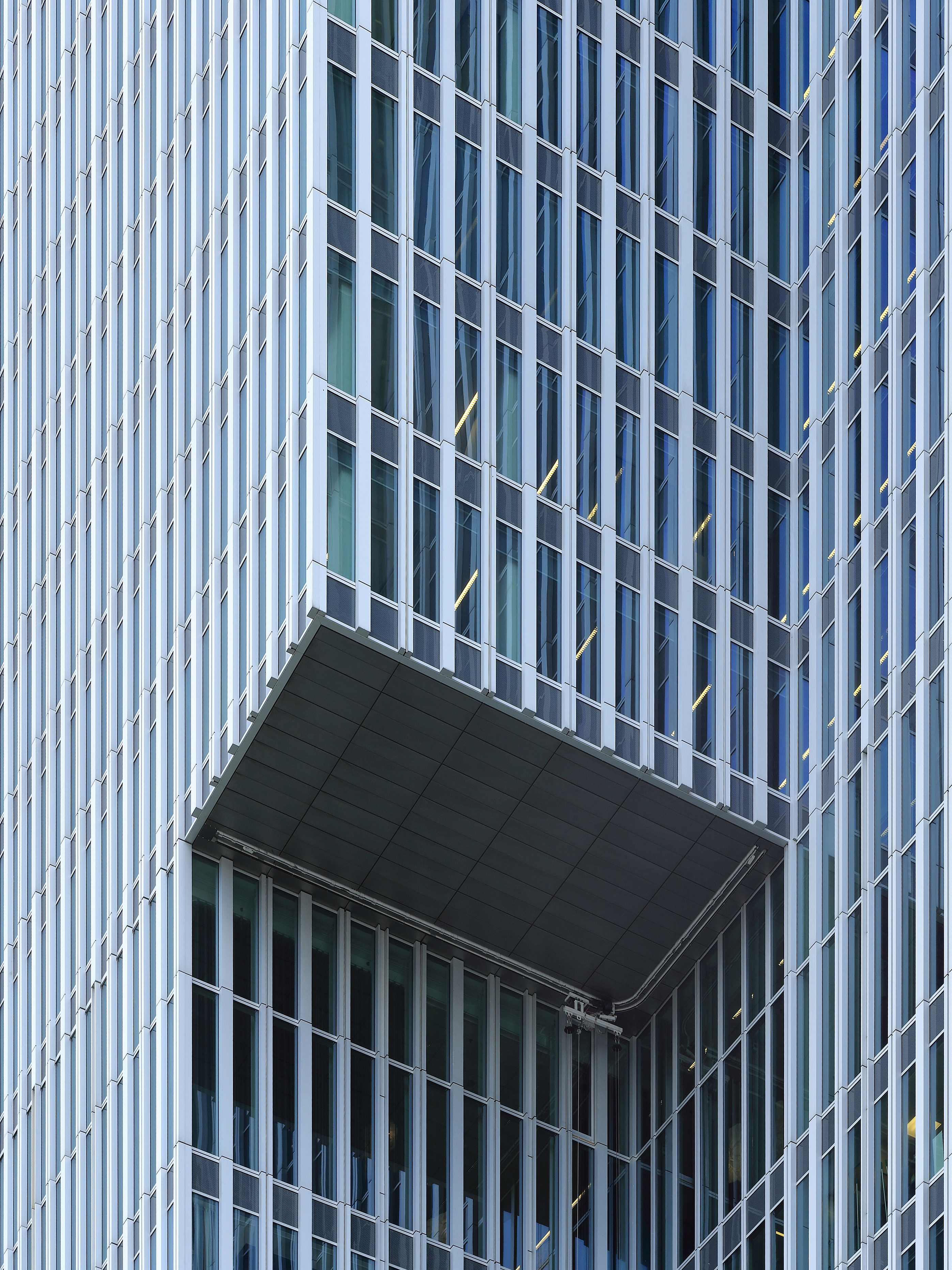
Détail d'une façade de De Rotterdam. Septembre 2019.

Pour concevoir sa structure, l'architecte Koolhaas a imaginé que ces structures seraient vues, le plus fréquemment, en mouvement, par exemple depuis la fenêtre d'une voiture. Quand le point de vue change, les tours semblent se séparer puis fusionner. 
Le bâtiment se compose de trois tours qui partagent une base commune de six étages. Les deux couches les plus basses semblent former un grand socle de verre. À environ 90 m au-dessus du sol, les trois tours — la Tour Ouest, la Tour centrale et la Tour Est — sont décalées de quelques mètres dans des directions différentes, ce qui améliore la stabilité au vent et offre de l'espace pour des terrasses. Dans la conception originale, les tours ne se touchaient pas, mais dans le but de simplifier et pour diminuer les coûts, les tours sont connectées à plusieurs endroits. La façade permet une ventilation naturelle.

## Utilisation
De Rotterdam est conçu pour le séjour, le travail et les loisirs. La plus grande partie du bâtiment est destinée à servir d'espace de bureau et de résidence. Il dispose de 240 appartements, de 72 000 m2 de bureaux et salles de conférence et d'un parking souterrain de deux étages offrant 684 places de stationnement De Rotterdam accueille aussi un hôtel de 285 chambres et des cafés et des restaurants sur 1 500 m2. Des installations sportives sont prévues sur 2 500 m2 et l'espace pour les boutiques est de 5 000 m2. 
Les fonctions sont regroupées en blocs, mais les différents groupes d'utilisateurs se rencontrent à divers endroits dans le bâtiment, un concept défini par le cabinet d'architecture OMA comme une ville verticale. Le projet prévoit que De Rotterdam soit utilisé quotidiennement par environ 5 000 personnes.